# Johannes Lotz
Johannes Lotz (* 1975 in Saarbrücken) ist ein deutscher Maler und Musiker.

## Leben und Wirken
Von 1995 bis 2001 studierte er an der heutigen Akademie für Bildende Künste Mainz bei Friedemann Hahn. Von 2002 bis 2004 machte er an der Akademie der Bildenden Künste München ein Aufbaustudium Bildnerisches Gestalten und Therapie bei Gertraud Schottenloher. 2011 hatte er einen Lehrauftrag an der Hochschule der Bildenden Künste Saar.
Als Musiker ist Lotz als Sänger und Texter der Band ANNE (seit 2018) und solo als Gaubenmann (seit 2022) aktiv. Beide Projekte sind beim Berliner Label grzegorzkirecords unter Vertrag. In Texten, Bühnenshows und Musikvideos bedient sich Lotz einer bildhaften, assoziativen, teils absurden Kombinatorik, um lineare Erzählmuster im Dienste einer emotionalen und psychischen Vertiefung immer wieder aufzubrechen.

## Ausstellungen (Auswahl)

### Einzelausstellungen
- 2008: Bilderbuch für Verliebte, Raum 500, München (mit Jochen Plogsties)
- 2009: Keller und Balkone, Saarländisches Künstlerhaus, Saarbrücken
- 2012: Diözesanmuseum Obermünster, Regensburg, Ausstellung zur Verleihung des Schnell- und Steiner-Kulturpreises „Kunst und Ethos“
- 2014: „Ich bin kein Mann in der Welt und um mich her wird es dunkel“, Saarländische Galerie, Berlin
- 2015: „Landschaft mit Einblick“, Kunstverein Dillingen im Alten Schloss, Dillingen
- 2016: "Rasen", Kunstverein Ebersberg
- 2023/24: "Lieder von Liebe und Hast", Kunstraum Au, München
- 2024: "Untruhen", Galerie im Kulturzentrum Eurobahnhof, Saarbrücken

### Gruppenausstellungen
- 2000: Nordwestpassage II, Museen der Stadt Lüdenscheid
- 2003: Bis ans Ende der Welt, Kunstverein Konstanz
- 2006: A room with Heidenpeter, Dickreiter, Lotz, Maiwald, Mascher, Okon and Parkina, Galerie Michael Janssen, Köln, kuratiert von Gert & Uwe Tobias
- 2006: You can`t smile without changing the landscape, Kunstforum Waldkirch
- 2007: Insert 1: who, Hamburger Kunstverein
- 2008: Dein Land macht Kunst, Landeskunstausstellung Saar, Stadtgalerie Saarbrücken
- 2010: HINTERHALT-QUELLENREICH, Künstlerforum Bonn
- 2011: Verbrechen und Bild, Städtische Galerie Villingen-Schwenningen,
- 2012: Friends and Lovers in Jesterburg, Kunstverein Jesteburg
- Schön ist was anderes, Kultur-Eurobahnhof, Saarbrücken
- 2013: „Saar.Art 2013“, Städtische Galerie Neunkirchen
- 2014: „Im Dschungel“, Kunstverein Familie Montez, Frankfurt/Main
- 2014: „Und es scheint, als hätte jemand im Kopf ein gütiges Feuer angezündet“, Kunstverein im Alten Schloss, Dillingen
- 2014: „Château sauvage“, Saarländische Galerie, Berlin
- 2023: "Broken Music Vol.II", Kunsthalle Hamburger Bahnhof, Berlin

## Diskografie

### Mit ANNE
- "Flamingo", (grzegorzkirecords, 2019)
- "ELIS", (grzegorzkirecords, 2021)

### Als Gaubenmann
- "Gaubenmann"  (grzegorzkirecords, 2022)